# Ханд, Йоун
Йоун Ханд (англ. Eoin Hand; род. 30 марта 1946, Дублин) — ирландский футболист, игравший на позиции защитника. После завершения игровой карьеры — тренер.
Выступал, в частности, за клуб «Портсмут», а также национальную сборную Ирландии. С 1980 года по 1985 год был главным тренером сборной Ирландии.

## Клубная карьера
Воспитанник футбольного клуба «Стелли Марис», на взрослом уровне дебютировал за клуб «Драмкондра». В возрасте 17 лет отправился в Англию в клуб «Свиндон Таун», там не закрепился и вернулся на родину, где играл за «Дандолк» и «Шелбурн», позже вернулся свой первый клуб «Драмкондра» .
В октябре 1968 года за 8 тыс. фунтов перешёл в английский кулб «Портсмут», где был основным игроком в течение восьми сезонов во Втором английском дивизионе, покинув клуб в конце сезона 1975/76 годов.
Далее после короткого периода выступлений в Южной Африке Генд стал игроком «Шэмрок Роверс», однако после девяти игр он вернулся в «Портсмут». Впрочем, на этот раз основным игроком не был, а его клуб вылетел из третьего дивизиона в четвёртый.
Завершил профессиональную карьеру футболиста выступлениями за команду «Лимерик Юнайтед», где был играющим тренером.

## Выступления за сборную
В 1969 году дебютировал в официальных матчах в составе национальной сборной Ирландии. В течение карьеры в национальной команде, продолжавшейся 7 лет, провёл в форме главной команды страны 20 матчей, забив 2 гола.

## Карьера тренера
В 1979 году Ханд стал играющим тренером клуба «Лимерик Юнайтед», с которым в первом же сезоне стал чемпионом Ирландии. Благодаря этому успеху в том же 1980 году Ханду было предложено возглавить сборную Ирландии . В дальнейшем тренер совмещал работу в клубе и сборной, выиграв с Лимериком Кубок Ирландии в 1982 году, с 1983 года работал только со сборной.
Во время первой квалификационной кампании на чемпионат мира 1982 года ирландцы набрали одинаковое количество очков из сборной Франции и не вышли на чемпионат мира лишь из-за худшей разницы забитых и пропущенных голов. Впрочем, в дальнейшем результаты его работы в сборной только ухудшались — сначала Ирландия стала третьей в группе отбора на Евро-1984, значительно отстав от лидеров испанцев и нидерландцев, а затем и вообще четвёртой в отборочной группе на чемпионат мира 1986 года, после чего Ханд был уволен. При этом во время последней отборочной кампании Ханд параллельно тренировал клуб «Сент-Патрикс Атлетик».
Впоследствии ирландец недолго тренировал саудовский клуб «Аль-Таавун» (Бурайда), а затем в течение 1988—1992 годов возглавлял тренерский штаб английского клуба «Хаддерсфилд Таун».
Последним местом тренерской работы был клуб «Шелбурн», главным тренером команды которого Ханд был с 1993 по 1994 год, в дальнейшем специалист стал работать в структуре футбольной ассоциации Ирландии.

## Титулы и достижения
- Чемпион Ирландии (1) :

Лимерик : 1979/80
- Обладатель Кубка Ирландии (1) :

Лимерик : 1981/82